# Khndzoresk
Khndzoresk (in armeno Խնձորեսկ) è un comune di 2 260 abitanti (2010) della Provincia di Syunik in Armenia.

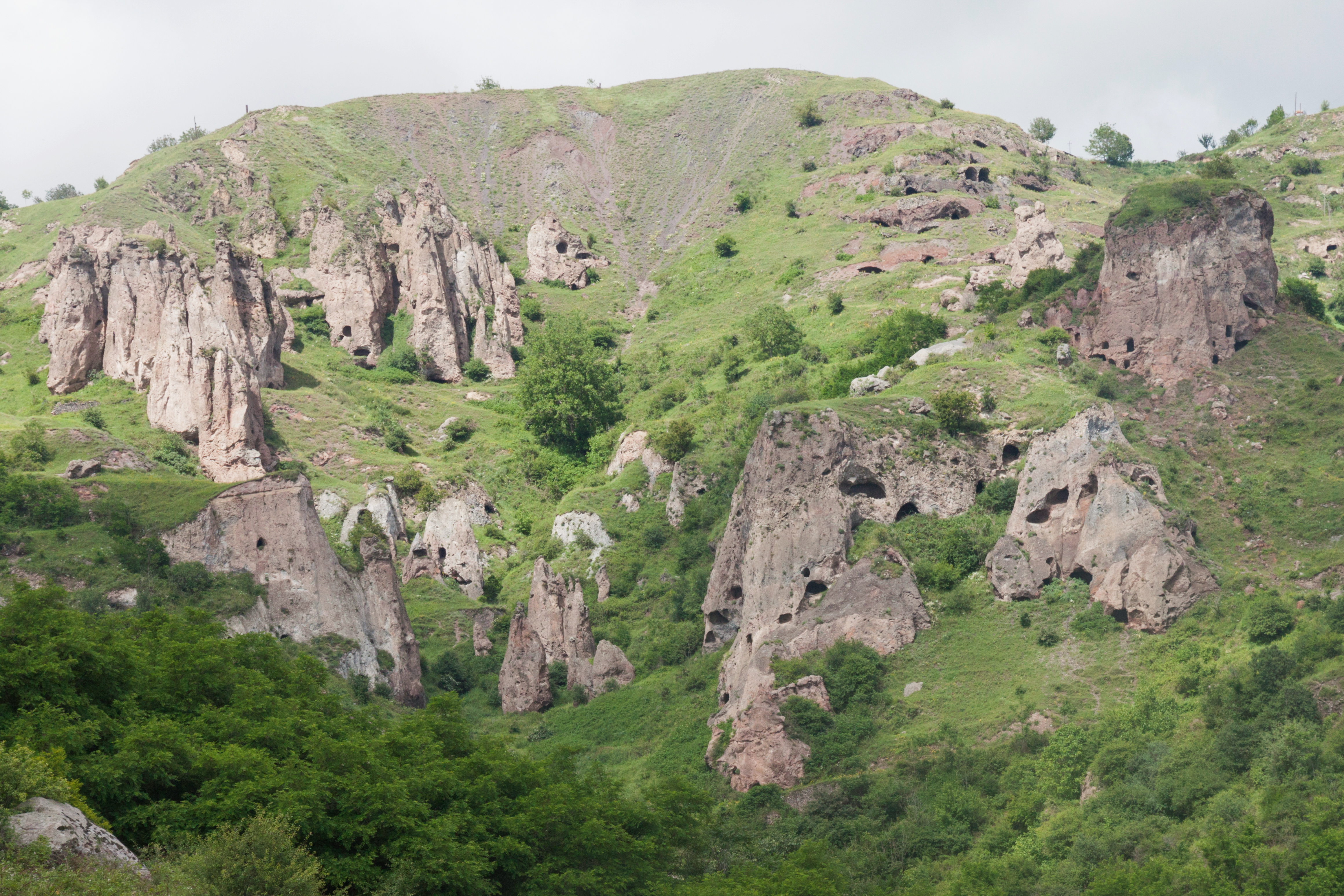
Formazioni rocciose e grotte